# Saison 2016-2017 du Liverpool FC
Maillots
Chronologie
Saison précédente Saison suivante
La saison 2016-2017 du Liverpool Football Club est la vingt-cinquième saison du club en Premier League, premier niveau hiérarchique du football anglais, depuis sa fondation en 1892.
Le club est engagé cette saison-là en Premier League, en Coupe d'Angleterre et Coupe de la Ligue anglaise.

## Joueurs et staff

### Équipe première
Le tableau suivant liste l'effectif professionnel du Liverpool FC lors de la saison 2016-2017.

### Nouveaux contrats
| Nom               | Nationalité    | Position          | Durée Contrat | Fin Contrat |
| ----------------- | -------------- | ----------------- | ------------- | ----------- |
| Danny Ward        | Pays de Galles | Gardien de but    | 4 ans         | 2021        |
| Philippe Coutinho | Brésil         | Milieu de terrain | 5 ans         | 2022        |
| Joe Gomez         | Angleterre     | Défenseur         | 5 ans         | 2022        |
| Adam Lallana      | Angleterre     | Milieu de terrain | 3 ans         | 2020        |
| Dejan Lovren      | Croatie        | Défenseur         | 4 ans         | 2021        |

## Transferts et Prets

### Transfert

#### Arrivées
| Nom                 | Provenance/Destination | Division       | Transfert    | Réf.         |
| ------------------- | ---------------------- | -------------- | ------------ | ------------ |
| Joël Matip          | Schalke 04             | Bundesliga     | Libre        | [ 3 ]        |
| Loris Karius        | Mainz 05               | Bundesliga     | 6 000 000 €  | [ 3 ]        |
| Sadio Mané          | Southampton            | Premier League | 36 000 000 € | [ 3 ]        |
| Ragnar Klavan       | FC Augsburg            | Bundesliga     | 5 000 000 €  | [ 3 ]        |
| Alex Manninger      | FC Augsburg            | Bundesliga     | Libre        | [ 3 ]        |
| Georginio Wijnaldum | Newcastle United       | Premier League | 30 000 000 € | [ 3 ]        |
| Total               | Total                  | Total          | 77 000 000 € | 77 000 000 € |

#### Départs
| Nom                  | Provenance/Destination | Division             | Transfert    | Réf.         |
| -------------------- | ---------------------- | -------------------- | ------------ | ------------ |
| Jordan Rossiter      | Rangers                | Scottish Premiership | 750 000 €    | [ 3 ]        |
| José Enrique         | Real Zaragoza          | LaLiga 2             | Gratuit      | [ 3 ]        |
| Kolo Touré           | Celtic                 | Scottish Premiership | Gratuit      | [ 3 ]        |
| Samed Yeşil          | Paniónios              | Superleague Elláda   | Gratuit      | [ 3 ]        |
| João Carlos Teixeira | Porto                  | Liga NOS             | 500 000 €    | [ 3 ]        |
| Jerome Sinclair      | Watford                | Premier League       | 10 000 000 € | [ 3 ]        |
| Sergi Canós          | Norwich City           | Premier League       | 3 000 000 €  | [ 3 ]        |
| Martin Škrtel        | Fenerbahçe             | Süper Lig            | 6 000 000 €  | [ 3 ]        |
| Jordon Ibe           | AFC Bournemouth        | Premier League       | 17,500 000 € | [ 3 ]        |
| Joe Allen            | Stoke City             | Premier League       | 15,500 000 € | [ 3 ]        |
| Brad Smith           | AFC Bournemouth        | Premier League       | 3,600 000 €  | [ 3 ]        |
| Christian Benteke    | Crystal Palace         | Premier League       | 31,200 000 € | [ 3 ]        |
| Luis Alberto         | Lazio Rome             | Serie A              | 5 000 000 €  | [ 3 ]        |
| Mario Balotelli      | OGC Nice               | Ligue 1              | Gratuit      | [ 3 ]        |
| Joe Maguire          | Fleetwood Town         | EFL League One       | Gratuit      | [ 3 ]        |
| Tiago Ilori          | Reading                | EFL Championship     | 4,300 000 €  | [ 3 ]        |
| Total                | Total                  | Total                | 97 350 000 € | 97 350 000 € |

### En prêt
| Nom               | Provenance/Destination | Division         | Transfert | Réf.  |
| ----------------- | ---------------------- | ---------------- | --------- | ----- |
| Ryan Fulton       | Chesterfield           | EFL League One   | 1 an      | [ 3 ] |
| Danny Ward        | Huddersfield Town      | EFL Championship | 1 an      | [ 3 ] |
| Ádám Bogdán       | Wigan Athletic         | EFL Championship | 1 an      | [ 3 ] |
| Ryan Kent         | Barnsley               | EFL Championship | 1 an      | [ 3 ] |
| Jon Flanagan      | Burnley                | Premier League   | 1 an      | [ 3 ] |
| Allan             | Hertha BSC             | Bundesliga       | 1 an      | [ 3 ] |
| Taiwo Awoniyi     | NEC Nimègue            | Eredivisie       | 1 an      | [ 3 ] |
| Andre Wisdom      | Red Bull Salzbourg     | ÖBundesliga      | 1 an      | [ 3 ] |
| Pedro Chirivella  | Go Ahead Eagles        | Eredivisie       | 6 mois    | [ 3 ] |
| Lazar Marković    | Hull City              | Premier League   | 6 mois    | [ 3 ] |
| Cameron Brannagan | Fleetwood Town         | EFL League One   | 6 mois    | [ 3 ] |
| Jack Dunn         | Tranmere Rovers        | National League  | 6 mois    | [ 3 ] |
| Mamadou Sakho     | Crystal Palace         | Premier League   | 6 mois    | [ 3 ] |

## Maillots
Fabricant : New Balance / Sponsor principal : New Balance
| Domicile | Extérieur | Autres |

## Pré-saison

### International Champions Cup 2016
Liverpool se place deuxième dans l'édition 2016 de l’édition américaine du tournoi de pré-saison de l'International Champions Cup.

#### Classement
| Rang | Équipe              | Pts | J | V | Vt | Dt | D | BP | BC | Diff. |
| ---- | ------------------- | --- | - | - | -- | -- | - | -- | -- | ----- |
| 1    | Paris Saint-Germain | 9   | 3 | 3 | 0  | 0  | 0 | 10 | 2  | +8    |
| 2    | Liverpool           | 6   | 3 | 2 | 0  | 0  | 1 | 6  | 1  | +5    |
| 3    | Chelsea             | 6   | 3 | 2 | 0  | 0  | 1 | 6  | 4  | +2    |
| 4    | FC Barcelone        | 6   | 3 | 2 | 0  | 0  | 1 | 7  | 7  | 0     |
| 5    | Real Madrid         | 6   | 3 | 2 | 0  | 0  | 1 | 5  | 5  | 0     |
| 6    | Bayern Munich       | 4   | 3 | 1 | 0  | 1  | 1 | 7  | 5  | +2    |
| 7    | Inter Milan         | 3   | 3 | 1 | 0  | 0  | 2 | 4  | 7  | -3    |
| 8    | AC Milan            | 2   | 3 | 0 | 1  | 0  | 2 | 4  | 6  | -2    |
| 9    | Leicester City      | 2   | 3 | 0 | 1  | 0  | 2 | 3  | 9  | -6    |
| 10   | Celtic              | 1   | 3 | 0 | 0  | 1  | 3 | 2  | 6  | -4    |

## Championnat

### Résumé des résultats

#### Évolution du classement et des résultats
| Journée   | 01 | 02 | 03  | 04 | 05 | 06 | 07 | 08 | 09 | 10 | 11  | 12  | 13 | 14 | 15 | 16 | 17 | 18 | 19 | 20 | 21 | 22 | 23 | 24 | 25 | 26 | 27 | 28 | 29 | 30 | 31 | 32 | 33 | 34 | 35 | 36 | 37 | 38 |
| --------- | -- | -- | --- | -- | -- | -- | -- | -- | -- | -- | --- | --- | -- | -- | -- | -- | -- | -- | -- | -- | -- | -- | -- | -- | -- | -- | -- | -- | -- | -- | -- | -- | -- | -- | -- | -- | -- | -- |
| Terrain   | E  | E  | E   | D  | E  | D  | E  | D  | D  | E  | D   | E   | D  | E  | D  | E  | E  | D  | D  | E  | E  | D  | D  | E  | D  | E  | D  | D  | E  | D  | D  | E  | E  | D  | E  | D  | E  | D  |
| Résultats | V  | D  | N   | V  | V  | V  | V  | N  | V  | V  | V   | N   | V  | D  | N  | V  | V  | V  | V  | N  | N  | D  | N  | D  | V  | D  | V  | V  | N  | V  | N  | V  | V  | D  | V  | N  | V  | V  |
| Place     | 2e | 9e | 10e | 5e | 4e | 4e | 2e | 4e | 2e | 3e | 1re | 1re | 2e | 3e | 3e | 2e | 2e | 2e | 2e | 2e | 3e | 3e | 4e | 4e | 4e | 5e | 3e | 4e | 4e | 3e | 3e | 3e | 3e | 3e | 3e | 3e | 3e | 4e |

Terrain : D = Domicile ; E = Extérieur.
Résultat : D = Défaite ; N = Nul ; V = Victoire.

## Statistiques

### Meilleur Buteur
| R        | Pos      | No.      | Joueur              | Premier League | FA Cup | EFL Cup | Total |
| -------- | -------- | -------- | ------------------- | -------------- | ------ | ------- | ----- |
| 1        | M        | 10       | Philippe Coutinho   | 13             | 0      | 1       | 14    |
| 2        | A        | 19       | Sadio Mané          | 13             | 0      | 0       | 13    |
| 3        | A        | 11       | Roberto Firmino     | 11             | 0      | 1       | 12    |
| 4        | A        | 27       | Adam Lallana        | 8              | 0      | 0       | 8     |
| 6        | D        | 7        | James Milner        | 7              | 0      | 0       | 7     |
| 6        | A        | 15       | Daniel Sturridge    | 3              | 0      | 4       | 7     |
| 8        | M        | 5        | Georginio Wijnaldum | 6              | 0      | 0       | 6     |
| 9        | M        | 23       | Emre Can            | 5              | 0      | 0       | 5     |
| 10       | D        | 6        | Dejan Lovren        | 2              | 0      | 0       | 2     |
| 11       | M        | 14       | Jordan Henderson    | 1              | 0      | 0       | 1     |
| 11       | D        | 17       | Ragnar Klavan       | 0              | 0      | 1       | 1     |
| 11       | M        | 21       | Lucas Leiva         | 0              | 1      | 0       | 1     |
| 11       | D        | 32       | Joël Matip          | 1              | 0      | 0       | 1     |
| 11       | A        | 58       | Ben Woodburn        | 0              | 0      | 1       | 1     |
| Buts CSC | Buts CSC | Buts CSC | Buts CSC            | 1              | 0      | 1       | 2     |
| TOTAUX   | TOTAUX   | TOTAUX   | TOTAUX              | 78             | 2      | 12      | 92    |

### Disciplinaire
| No.   | Position | Nom                    | Premier League | Premier League | FA Cup | FA Cup       | EFL Cup | EFL Cup      | Total  | Total        |
| No.   | Position | Nom                    | Averti         | Carton rouge   | Averti | Carton rouge | Averti  | Carton rouge | Averti | Carton rouge |
| ----- | -------- | ---------------------- | -------------- | -------------- | ------ | ------------ | ------- | ------------ | ------ | ------------ |
| 14    | M        | Jordan Henderson       | 8              | 0              | 0      | 0            | 0       | 0            | 8      | 0            |
| 6     | D        | Dejan Lovren           | 6              | 0              | 0      | 0            | 0       | 0            | 6      | 0            |
| 23    | M        | Emre Can               | 6              | 0              | 0      | 0            | 0       | 0            | 6      | 0            |
| 7     | D        | James Milner           | 5              | 0              | 0      | 0            | 0       | 0            | 5      | 0            |
| 11    | A        | Roberto Firmino        | 4              | 0              | 0      | 0            | 0       | 0            | 4      | 0            |
| 21    | M        | Lucas Leiva            | 4              | 0              | 0      | 0            | 0       | 0            | 4      | 0            |
| 5     | M        | Georginio Wijnaldum    | 2              | 0              | 1      | 0            | 0       | 0            | 3      | 0            |
| 16    | M        | Marko Grujić           | 1              | 0              | 0      | 0            | 2       | 0            | 3      | 0            |
| 17    | D        | Ragnar Klavan          | 3              | 0              | 0      | 0            | 0       | 0            | 3      | 0            |
| 19    | A        | Sadio Mané             | 3              | 0              | 0      | 0            | 0       | 0            | 3      | 0            |
| 20    | M        | Adam Lallana           | 3              | 0              | 0      | 0            | 0       | 0            | 3      | 0            |
| 10    | M        | Philippe Coutinho      | 2              | 0              | 0      | 0            | 0       | 0            | 2      | 0            |
| 18    | D        | Alberto Moreno         | 1              | 0              | 0      | 0            | 1       | 0            | 2      | 0            |
| 32    | D        | Joël Matip             | 2              | 0              | 0      | 0            | 0       | 0            | 2      | 0            |
| 12    | D        | Joe Gomez              | 0              | 0              | 1      | 0            | 0       | 0            | 1      | 0            |
| 27    | A        | Divock Origi           | 0              | 0              | 0      | 0            | 1       | 0            | 1      | 0            |
| 28    | A        | Danny Ings             | 0              | 0              | 0      | 0            | 1       | 0            | 1      | 0            |
| 53    | M        | Ovie Ejaria            | 0              | 0              | 1      | 0            | 0       | 0            | 1      | 0            |
| 54    | M        | Sheyi Ojo              | 0              | 0              | 1      | 0            | 0       | 0            | 1      | 0            |
| 66    | D        | Trent Alexander-Arnold | 0              | 0              | 0      | 0            | 1       | 0            | 1      | 0            |
| Total | Total    | Total                  | 50             | 0              | 4      | 0            | 6       | 0            | 60     | 0            |